# Tecnológico de Antioquia
L'Instituto Tecnológico de Antioquia (in spagnolo Tecnológico de Antioquia, abbreviato in TdeA, noto anche come Tecnológico de Antioquia - Istituto Universitario) è un'istituzione di insegnamento superiore in Colombia, che si trova nel dipartimento di Antioquia, che offre programmi di formazione tecnica, tecnologica e professionale. La sua sede è a Robledo, nella città di Medellín.